# Tom Thibodeau
Thomas Joseph Thibodeau jr., detto Tom (New Britain, 17 gennaio 1958), è un allenatore di pallacanestro e dirigente sportivo statunitense.

## Carriera
Riconosciuto come uno dei migliori allenatori della fase difensiva nella lega, ha aiutato gli Houston Rockets a raggiungere la top 5 della lega in punti concessi e percentuale di tiro concessa agli avversari dal 2004 al 2007, e ha contribuito 15 volte al raggiungimento, da parte delle proprie squadre, dei primi 10 posti in difesa di squadra. Ha allenato in 87 partite di play-off ed ha partecipato alle finali NBA del 1999 come assistente allenatore, con i New York Knicks, prima di riuscire, con Celtics a conquistare il titolo NBA nel 2008.

### College
La carriera di allenatore di Thibodeau cominciò nel 1981 come assistente allenatore al Salem State College. Nel 1984, divenne head coach della squadra dopo tre anni da assistente e, solo una stagione dopo, ritornò al ruolo di assistente allenatore alla Harvard University, dove trascorse le successive quattro stagioni.

### NBA
Dopo quattro anni ad Harvard, approdò nella NBA come assistente allenatore di una squadra in crescita, i Minnesota Timberwolves, sotto la guida dell'head coach Bill Musselman nel 1989. Prima dell'inizio di stagione 1991-92, si unì ai Seattle SuperSonics come scout.
Thibodeau passò ai San Antonio Spurs la stagione seguente, dove lavorò come assistente allenatore dei coach Jerry Tarkanian, Rex Hughes e John Lucas per due stagioni. Dopo la stagione 1993-94, lasciò gli Spurs insieme a Lucas per diventare suo assistente ai Philadelphia 76ers. Dopo la stagione 1995-96, se ne andò di nuovo contemporaneamente a Lucas, questa volta però per approdare ai New York Knicks come assistente dell'head coach Jeff Van Gundy.
Durante la sua permanenza ai Knicks, aiutò la squadra a stabilire un record NBA riuscendo a mantenere per 33 volte consecutivamente gli avversari sotto i 100 punti nella stagione 2000-01. Come membro dello staff tecnico dei Knicks, aiutò anche Jeff Van Gundy ad allenare la squadra All-Star della Eastern Conference all'NBA All-Star Game del 2000. Trascorse sette anni con i Knicks prima di raggiungere gli Houston Rockets all'inizio della stagione 2003-04, dove ancora ricoprì il ruolo di assistente allenatore dell'head coach Van Gundy.

### Boston Celtics
Il 30 agosto 2007, Thibodeau fu nominato assistente allenatore dei Boston Celtics, che speravano di rinforzare la difesa con il suo ingaggio. Infatti, i Celtics divennero la miglior squadra difensiva della lega grazie alla sua esperienza. Il 4 novembre 2007, Thibodeau ricoprì il ruolo di head coach contro i Toronto Raptors al posto di Doc Rivers, che non fu in grado di allenare a causa della morte del padre avvenuta poche ore prima quel giorno.
Durante i play-off NBA 2008, numerosi voci riferivano che Thibodeau era candidato al posto vacante di head coach dei New York Knicks, per i quali lavorò come assistant coach per sette anni, così come per la panchina dei Chicago Bulls. Ad ogni modo, non fu ingaggiato come head coach da altre franchigie.
Thibodeau guidò i Celtics al primo posto in varie classifiche difensive nel 2007–2008, e fu un fattore chiave nel contenere Kobe Bryant nelle finali NBA 2008.

### Chicago Bulls
Il 2010 è l'anno della consacrazione in quanto viene assunto come Head Coach dai Chicago Bulls e nella regular season dimostra subito di essere un allenatore importante e decisivo. Il suo record, il migliore di tutta la lega, è 62-20 e gli vale il titolo di "Miglior allenatore dell'anno", assegnatogli domenica 1º maggio 2011.
Il 19 marzo 2012, grazie al successo esterno sugli Orlando Magic, diventa l'allenatore più rapido della storia della NBA a raggiungere quota 100 vittorie nella regular season, su 130 incontri disputati.
Il 28 maggio 2015, il general manager dei Bulls Gar Forman, annuncia il licenziamento di Thibodeau come allenatore della squadra.
Con i tori ha sempre raggiunto i playoffs nei suoi 5 anni, e in 3 casi su 5 è stato eliminato dalla squadra di LeBron James (2 volte quando era a Miami, 1 a Cleveland). Con lui in panchina i Bulls hanno valorizzato Derrick Rose, che ha vinto l'MVP dopo la stagione 2011, e Jimmy Butler. Tuttavia Rose ha avuto molti infortuni che ne hanno limitato la carriera.

### Minnesota Timberwolves
Il 20 aprile 2016 viene nominato nuovo allenatore e presidente della franchigia dei Minnesota Timberwolves. Nella prima stagione non ci sono enormi attese sulla squadra, che conclude con un record di 31 vittorie e 51 sconfitte a ovest.
La stagione successiva è altalenante, con la squadra che inizialmente è nelle prime posizioni a ovest grazie anche all'arrivo di Jimmy Butler (già allenato da Thibodeau ai Chicago Bulls), ma che col passare del tempo cala, finendo col guadagnarsi i tanto agognati playoffs solo all'ultime giornata in una sorta di spareggio con i Denver Nuggets, tornando così a disputare la post-season dopo 14 anni di assenza. I lupi sono arrivati settimi e nei playoffs hanno incontrato gli Houston Rockets che li hanno eliminati per 4-1.
La stagione 2018-2019 inizia con gli arrivi di Derrick Rose e Luol Deng, pedine fondamentali per Thibodeau in quel di Chicago. Tuttavia i risultati sono ancora più altalenanti per Minnesota che esonera il coach un po' a sorpresa il 7 gennaio 2019, non tanto per la stagione (in cui gli Wolves al momento del suo esonero avevano un record di 19 vittorie e 21 sconfitte) ma per il fatto che la sua sollevazione è arrivata dopo la netta vittoria sui Los Angeles Lakers.

### New York Knicks
Il 30 luglio 2020 diventa il nuovo Head Coach dei New York Knicks, firmando un contratto quinquennale.

## Statistiche

### Allenatore
| Stagione | Squadra            | Regular Season | Regular Season | Regular Season | Regular Season | Regular Season           | Post Season                                                 |
| Stagione | Squadra            | V              | P              | % V            | G              | Posizione finale         | Post Season                                                 |
| -------- | ------------------ | -------------- | -------------- | -------------- | -------------- | ------------------------ | ----------------------------------------------------------- |
| 2010-11  | Chicago Bulls      | 62             | 20             | 75,6           | 82             | 1º in Central Division   | Sconfitto alle Finali di Conference dagli Heat (1-4)        |
| 2011-12  | Chicago Bulls      | 50             | 16             | 75,8           | 66             | 1º in Central Division   | Sconfitto al Primo Round dai 76ers (2-4)                    |
| 2012-13  | Chicago Bulls      | 45             | 37             | 54,9           | 82             | 2º in Central Division   | Sconfitto alle Semifinali di Conference dai Heat (1-4)      |
| 2013-14  | Chicago Bulls      | 48             | 34             | 58,5           | 82             | 2º in Central Division   | Sconfitto al Primo Round dai Wizards (1-4)                  |
| 2014-15  | Chicago Bulls      | 50             | 32             | 61,0           | 82             | 2º in Central Division   | Sconfitto alle Semifinali di Conference dai Cavaliers (2-4) |
| 2016-17  | Minnesota T'wolves | 31             | 51             | 37,8           | 82             | 5º in Northwest Division | Manca i play-off                                            |
| 2017-18  | Minnesota T'wolves | 47             | 35             | 57,3           | 82             | 4º in Northwest Division | Sconfitto al primo round dai Rockets (1-4)                  |
| 2018-19  | Minnesota T'wolves | 19             | 21             | 47,5           | 40             | Esonerato                | -                                                           |
| 2020-21  | N.Y. Knicks        | 41             | 31             | 56,9           | 72             | 3º in Atlantic Division  | Sconfitto al Primo Round dagli Hawks (1-4)                  |
| 2021-22  | N.Y. Knicks        | 37             | 45             | 45,1           | 82             | 5º in Atlantic Division  | Manca i play-off                                            |
| 2022-23  | N.Y. Knicks        | 47             | 35             | 57,3           | 82             | 3º in Atlantic Division  | Sconfitto alle Semifinali di Conference dai Heat (2-4)      |
| 2023-24  | N.Y. Knicks        | 50             | 32             | 61,0           | 82             | 2º in Atlantic Division  | Sconfitto alle Semifinali di Conference dai Pacers (3-4)    |
| 2024-25  | N.Y. Knicks        | 51             | 31             | 62,2           | 82             | 2º in Atlantic Division  | Sconfitto alle Finali di Conference dai Pacers (2-4)        |
|          | Carriera           | 578            | 420            | 57,9           | 998            |                          |                                                             |

## Palmarès

### Allenatore
- Allenatore dell'anno: 2

2010-2011, 2020-2021
- Allenatore all'All-Star Game: 1

2012